# Izraelskie Konserwatorium Muzyczne w Tel Awiwie
Izraelskie Konserwatorium Muzyczne (hebr. הקונסרבטוריון הישראלי למוזיקה תל אביב) jest uczelnią muzyczną położoną w osiedlu Ha-Cafon ha-Chadasz w mieście Tel Awiw, w Izraelu.

## Historia
Instytut został założony w 1945 jako Akademia Muzyczna. Założycielami była grupa żydowskich muzyków pochodzących z Węgier: Lorendo Pnivs (skrzypek), Elise Pnivs (altowiolista/skrzypek), dr Laszlo Vincze (wiolonczelista), Ilona Vincze-Kraus (pianista), Ödön Pártos (altowiolista) i Alexander Moskowitz (kompozytor). Celem ich działalności było stworzenie instytucji edukacyjnej, w której młodzież i dzieci mogłyby się uczyć gry na instrumentach muzycznych.
Początkowo szkoła mieściła się w budynku Academy High School, a w 1951 przeniosła się do religijnej szkoły Tachkemoni przy ulicy Lilienbluma. W 1966 Akademia uzyskała nową siedzibę na terenie Kampusu Uniwersytetu Telawiwskiego. Od tego czasu istnieje ścisła współpraca konserwatorium z Uniwersytetem Telawiwskim. W latach 80. XX wieku Akademia przeniosła się do swojej obecnej siedziby przy ulicy Strickera.
W 2005 nastąpiło formalne połączenie konserwatorium z Departamentem Muzykologii Uniwersytetu Tel Awiwu. Od tego czasu uczelnia nosi nazwę Szkoła Muzyczna Buchmann-Mehta. W maju 2008 wyburzono dotychczasowe budynki konserwatorium i przystąpiono do budowy nowoczesnej siedziby konserwatorium. Do tego czasu uczelnia korzysta z sal w kilku szkołach miejskich.

## Centrum muzyki
Od 1988 przy konserwatorium działa Centrum Muzyki Chamber, które organizuje liczne koncerty muzyki kameralnej z udziałem czołowych artystów z Izraela i zagranicy.